# Trompeta baja
La trompeta baja o trompeta bajo es un tipo de trompeta que está afinada en do o en si♭ (bemol), aunque en ocasiones también puede estar afinada en mi♭ (en este caso se la suele denominar trompeta barítona). Es un instrumento transpositor. Fue construida por primera vez en Alemania durante la década de 1820. Suena una octava más grave que la trompeta normal y su tubo es más largo.
Aunque su longitud es similar a la de un trombón, su sonido es mucho más metálico y duro que el de dicho instrumento. A pesar de que las válvulas y tubos son de la misma longitud que los de un trombón, las válvulas de la trompeta baja son muy diferentes de las de un trombón. 
Aunque fue utilizada por Richard Wagner su uso no está muy extendido y se emplea en ocasiones excepcionales.

## Historia
La primera mención de la trompeta baja es en el Allgemeine Musikalische Zeitung de 1821, en el que se describen la Chromatische Tenor-trompetenbaß de Heinrich Stölzel y la Chromatische Trompetenbaß de Griesling y Schlott. Otras variantes se produjeron a través de la década de 1820 y se emplearon en bandas militares. Las versiones con campana ancha afinadas en si bemol todavía se usan hoy en Austria y Baviera con el nombre de Baßtrompete y versiones con campana estrecha y afinadas en si♭ se utilizan en Italia bajo el nombre de tromba bassa. No realizan la función melódica sino que se utilizan únicamente para rellenar las armonías.

## Trompeta baja de Wagner

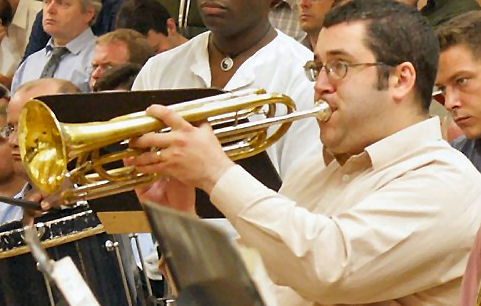
Duncan Wilson tocando una trompeta baja de válvulas rotativas con la Orquesta Sinfónica de la BBC.

La primera intención de Richard Wagner en su tetralogía El anillo del nibelungo era usar una trompeta bajo afinada en mi♭, basada en los instrumentos que había usado durante sus contactos con bandas militares. Sin embargo, si bien la apertura de la ópera El oro del Rin podría indicar el uso de un instrumento de este tipo, la parte más rápidamente se eleva al la♭, que sería el decimonoveno parcial en la longitud del instrumento. Wagner comprendía muy bien el funcionamiento de los instrumentos de viento-metal y vio que esto era impracticable.
En 1884, Oskar Franz afirmó en Zeitschrift für Instrumentenbau que el instrumento en cuestión fue en realidad afinado una octava más alta, el instrumento actual construido por Moritz de Berlín bajo las instrucciones personales de Wagner para el teatro de Múnich (de acuerdo a Zeitschrift für Instrumentenbau, 1908) fue afinado en do con giros a si♭ y la; además sonaba una octava más baja que lo escrito. Los registros de Moritz no fueron conservados, aunque una trompeta baja de gran campana con las proporciones de una banda militar afinada en do y con giros a si♭ y la apareció en su catálogo posterior a 1900, mientras que Gebrüder Alexander de Maguncia puso a la venta una trompeta baja con agujero estrecho en mi♭ o do.
El modelo empleado normalmente hoy está afinado en do y posee cuatro válvulas rotativas. Suele ser interpretado por un trombonista, debido al tamaño de la boquilla. En cambio, las trompetas bajas afinadas en mi♭ suelen ser tocadas por trompetistas, ya que la boquilla tiene un tamaño similar a la usada para una trompeta afinada en si♭.
Wagner escribió aventuradamente para su nueva incorporación a la sección de metales. La trompeta baja aparece con frecuencia en El anillo del nibelungo, realizando solos en cada registro, así como interpretando en octavas, unísonos o armonías con trompetas, trombones y tubas Wagner. Su timbre es muy distintivo y fácilmente identificable y Wagner utilizó este nuevo y singular tono ampliamente.
Otros compositores también han utilizado la trompeta baja en la orquesta, entre ellos Richard Strauss (en el poema sinfónico Macbeth - trompeta baja en re - y la ópera Elektra - trompeta baja en re que luego cambia a trompeta baja en do), Arnold Schoenberg (en la cantata Gurrelieder - trompeta baja en mi♭), Igor Stravinsky (en el ballet La consagración de la primavera - cuarta trompeta doblando a una trompeta baja en mi♭), Leoš Janáček (en la Sinfonietta - dos trompetas bajas en si♭). Sin embargo, al igual que con la tuba Wagner y el trombón contrabajo, otras adiciones de Wagner a la orquesta en el ciclo de óperas El anillo del nibelungo, la trompeta baja no se ha convertido en un miembro de la orquesta de metales y raramente se puede encontrar en una orquesta.

## Notación
Las partituras para trompeta bajo suelen estar escritas en clave de sol. La trompeta baja en do suena una octava más baja que por escrito, la trompeta baja en mi♭ suena una sexta mayor por debajo de lo escrito y la afinada en si♭ suena una novena por debajo de lo escrito. Las transposiciones de Wagner incluyen a la trompeta baja en mi, mi♭, re, do y si♭, aunque los intérpretes suelen tener partes transpuestas en do para tocar la trompeta baja afinada en do.

## Intérpretes
Cy Touff es uno de los pocos músicos de jazz que ha tocado la trompeta baja y mientras que la trompeta baja suele ser tocada por un trombonista, el trompetista británico Philip Jones tocó la trompeta baja mientras estuvo empleado en la Royal Opera House de Londres.
El trombonista y músico de salsa Willie Colón ha realizado improvisaciones con una trompeta baja. Leonhard Paul de Mnozil Brass (un grupo de metales austriaco compuesto por tres trompetas, tres trombones y una tuba) toca la trompeta baja regularmente con el conjunto, incorporando su uso en muchos estilos diferentes. 